# Wavignies
Wavignies est une commune française située dans le département de l'Oise, en région Hauts-de-France.
Ses habitants sont appelés les Wavignisiens et les Wavignisiennes.

## Géographie
Le village se situe entre Breteuil et Saint-Just-en-Chaussée, sur la route départementale 916.
La commune est traversée par le méridien de Paris, communément appelé méridienne verte.
| Campremy |           | Ansauvillers      |
| Thieux   | Wavignies |                   |
| Bucamps  |           | Catillon-Fumechon |

### Hydrographie
La commune est située dans le bassin Seine-Normandie. Elle n'est drainée par aucun cours d'eau,.

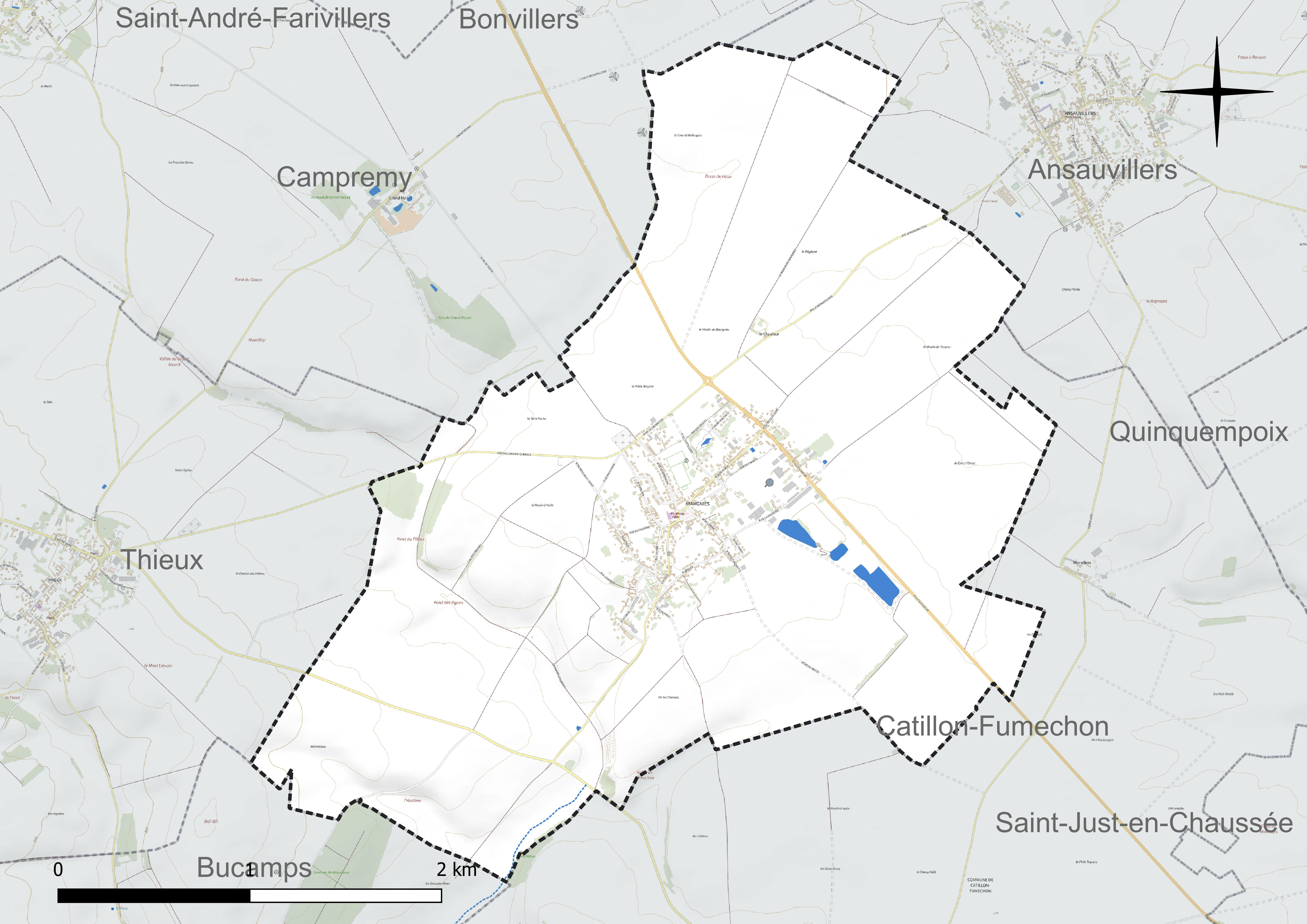
Réseau hydrographique de Wavignies.

### Climat
Pour des articles plus généraux, voir Climat des Hauts-de-France et Climat de l'Oise.
En 2010, le climat de la commune est de type climat océanique dégradé des plaines du Centre et du Nord, selon une étude du CNRS s'appuyant sur une série de données couvrant la période 1971-2000. En 2020, Météo-France publie une typologie des climats de la France métropolitaine dans laquelle la commune est exposée à un climat océanique et est dans la région climatique  Nord-est du bassin Parisien, caractérisée par un ensoleillement médiocre, une pluviométrie moyenne régulièrement répartie au cours de l'année et un hiver froid (3 °C).
Pour la période 1971-2000, la température annuelle moyenne est de 10,2 °C, avec une amplitude thermique annuelle de 14,2 °C. Le cumul annuel moyen de précipitations est de 698 mm, avec 11,3 jours de précipitations en janvier et 7,9 jours en juillet. Pour la période 1991-2020, la température moyenne annuelle observée sur la station météorologique la plus proche, située sur la commune de Rouvroy-les-Merles à 11 km à vol d'oiseau, est de 10,7 °C et le cumul annuel moyen de précipitations est de 647,9 mm,. Pour l'avenir, les paramètres climatiques de la commune estimés pour 2050 selon différents scénarios d'émission de gaz à effet de serre sont consultables sur un site dédié publié par Météo-France en novembre 2022.

## Urbanisme

### Typologie
Au 1er janvier 2024, Wavignies est catégorisée bourg rural, selon la nouvelle grille communale de densité à sept niveaux définie par l'Insee en 2022.
Elle est située hors unité urbaine et hors attraction des villes,.

### Occupation des sols
L'occupation des sols de la commune, telle qu'elle ressort de la base de données européenne d'occupation biophysique des sols Corine Land Cover (CLC), est marquée par l'importance des territoires agricoles (91 % en 2018), en diminution par rapport à 1990 (92,3 %). La répartition détaillée en 2018 est la suivante : 
terres arables (91 %), zones urbanisées (9 %), forêts (0,1 %). L'évolution de l'occupation des sols de la commune et de ses infrastructures peut être observée sur les différentes représentations cartographiques du territoire : la carte de Cassini (XVIIIe siècle), la carte d'état-major (1820-1866) et les cartes ou photos aériennes de l'IGN pour la période actuelle (1950 à aujourd'hui).

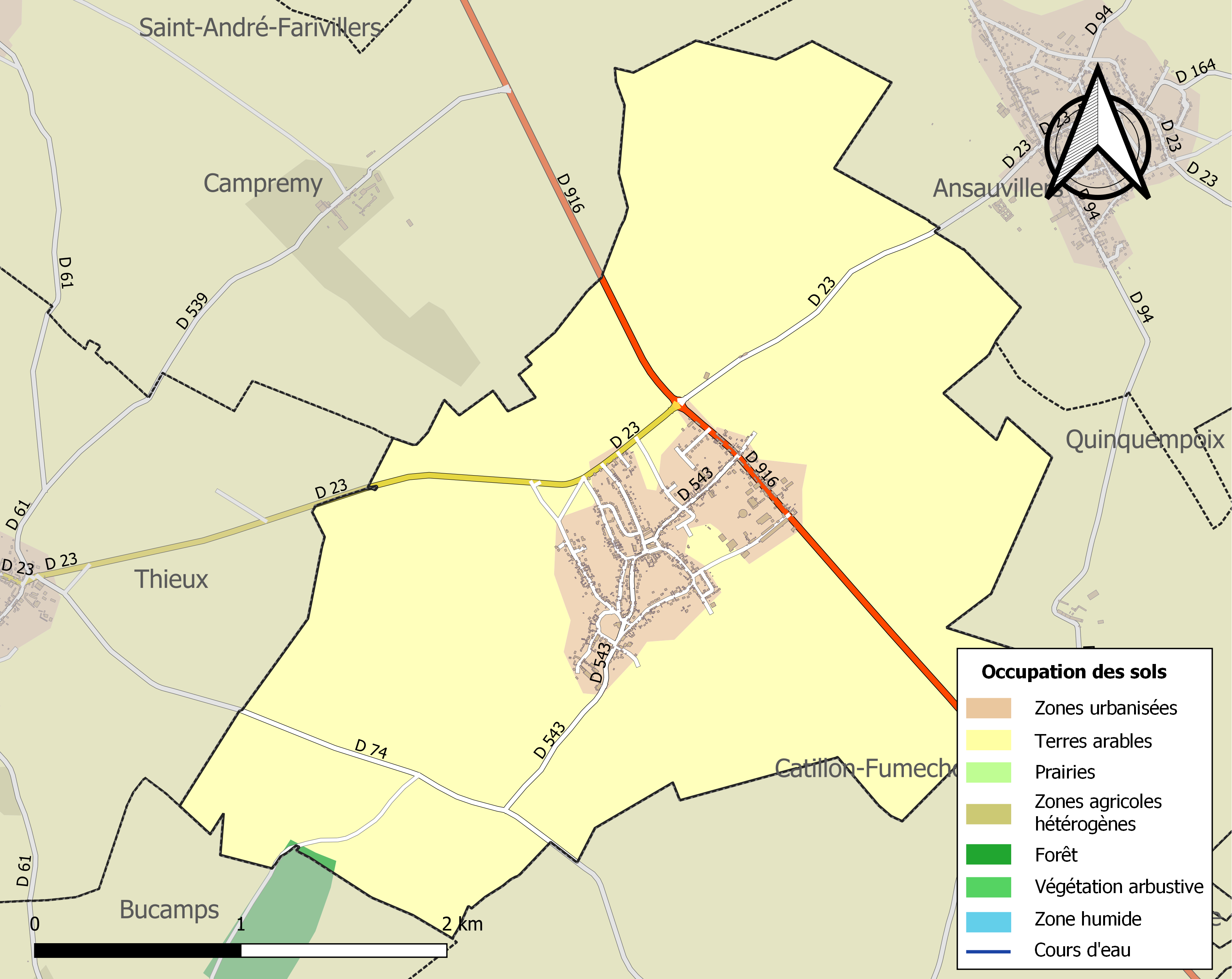
Carte des infrastructures et de l'occupation des sols de la commune en 2018 (CLC).

### Voies de communication et transports
La commune est desservie, en 2023, par les lignes 613, 619, 6304 et 6328 du réseau interurbain de l'Oise.

## Toponymie
Wambuniacae est cité en 689 dans une charte, dite de « Vandemir de Chambly ».

## Histoire

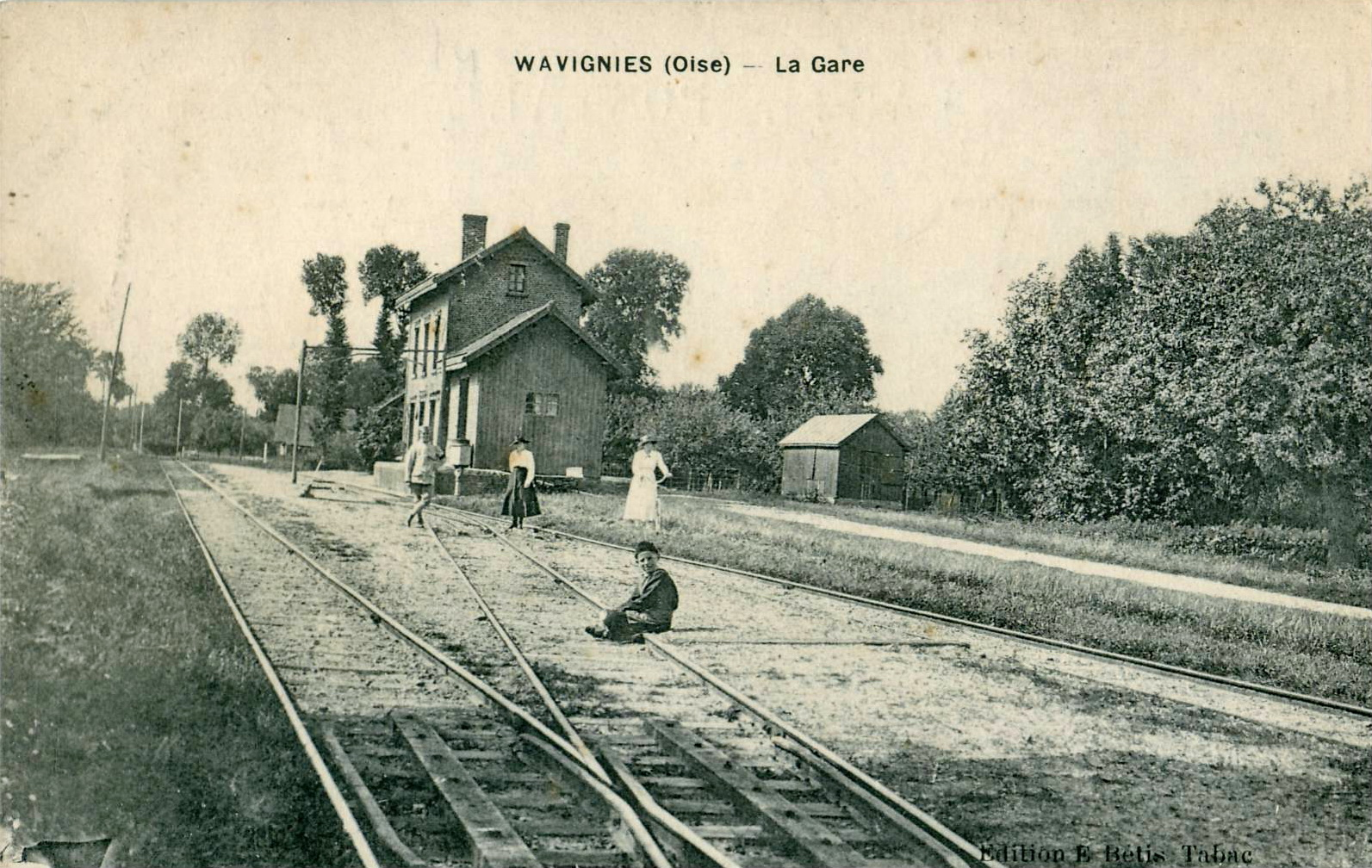
Le village disposait d'une gare sur la ligne de chemin de fer secondaire à voie métrique reliant Estrées-Saint-Denis - Froissy - Crèvecœur-le-Grand de 1891 à 1961.

Une sucrerie existait à Wavignies en 1869. Elle s'appelait la Sucrerie Duriez et Cie en 1877 et  la sucrerie Humez ainé et Cie en 1880. En 1913, elle traitait 350 tonnes de betteraves et produisait 25 000 sacs de 100 kg de sucre. Elle avait un embranchement particulier sur la ligne de chemin de fer secondaire Estrées-Saint-Denis - Froissy - Crèvecœur-le-Grand qui fonctionna de 1891 à 1961. Le souvenir de cette ligne est conservé avec la dénomination de deux rues de Wavignies, l'impasse de la Gare et la rue du Tortillard.

## Politique et administration
| Période                                  | Période                       | Identité                               | Étiquette | Qualité                        |
| ---------------------------------------- | ----------------------------- | -------------------------------------- | --------- | ------------------------------ |
| Les données manquantes sont à compléter. |                               |                                        |           |                                |
| 1806                                     |                               | Guillebon                              |           |                                |
| 1837                                     | 1865                          | Pierre Louis Plessier                  |           |                                |
| 1865                                     | 1866                          | Antoine Nicolas Delahautoye            |           |                                |
| 1866                                     | 1875                          | Charles Mathieu Tourillon-Daussy       |           |                                |
| 1875                                     | 1878                          | Agénor Petit-Dupuis                    |           |                                |
| 1878                                     | 1890                          | Charles Mathieu Tourillon-Daussy       |           |                                |
| 1890                                     | 1896                          | Louis Auguste Pillon-Vaillant          |           |                                |
| 1896                                     |                               | Jules Raimond Clodomir Pillon-Dourlens |           |                                |
| Les données manquantes sont à compléter. |                               |                                        |           |                                |
| 1965                                     | 1971                          | Maurice Bens                           |           |                                |
| 1971                                     | 2014                          | Michel Goës                            | PS        |                                |
| 2014                                     | En cours (au 2 décembre 2020) | André Renaux                           |           | Réélu pour le mandat 2020-2026 |

## Population et société

### Démographie

#### Évolution démographique
L'évolution du nombre d'habitants est connue à travers les recensements de la population effectués dans la commune depuis 1793. Pour les communes de moins de 10 000 habitants, une enquête de recensement portant sur toute la population est réalisée tous les cinq ans, les populations de référence des années intermédiaires étant quant à elles estimées par interpolation ou extrapolation. Pour la commune, le premier recensement exhaustif entrant dans le cadre du nouveau dispositif a été réalisé en 2005.

En 2022, la commune comptait 1 347 habitants, en évolution de +12,25 % par rapport à 2016 (Oise : +0,87 %, France hors Mayotte : +2,11 %).
| 1793  | 1800 | 1806 | 1821  | 1831 | 1836 | 1841 | 1846 | 1851 |
| ----- | ---- | ---- | ----- | ---- | ---- | ---- | ---- | ---- |
| 1 060 | 966  | 999  | 1 008 | 881  | 878  | 848  | 871  | 847  |

| 1856 | 1861 | 1866 | 1872 | 1876 | 1881 | 1886 | 1891 | 1896 |
| ---- | ---- | ---- | ---- | ---- | ---- | ---- | ---- | ---- |
| 818  | 783  | 805  | 761  | 729  | 763  | 745  | 730  | 697  |

| 1901 | 1906 | 1911 | 1921 | 1926 | 1931 | 1936 | 1946 | 1954 |
| ---- | ---- | ---- | ---- | ---- | ---- | ---- | ---- | ---- |
| 705  | 692  | 672  | 657  | 656  | 664  | 689  | 664  | 678  |

| 1962 | 1968 | 1975 | 1982 | 1990 | 1999 | 2005  | 2006  | 2010  |
| ---- | ---- | ---- | ---- | ---- | ---- | ----- | ----- | ----- |
| 680  | 705  | 711  | 631  | 818  | 981  | 1 067 | 1 063 | 1 160 |

| 2015  | 2020  | 2022  | - | - | - | - | - | - |
| ----- | ----- | ----- | - | - | - | - | - | - |
| 1 204 | 1 325 | 1 347 | - | - | - | - | - | - |

#### Pyramide des âges
La population de la commune est relativement jeune.
En 2018, le taux de personnes d'un âge inférieur à 30 ans s'élève à 41,7 %, soit au-dessus de la moyenne départementale (37,3 %). À l'inverse, le taux de personnes d'âge supérieur à 60 ans est de 18,6 % la même année, alors qu'il est de 22,8 % au niveau départemental.
En 2018, la commune comptait 617 hommes pour 625 femmes, soit un taux de 50,32 % de femmes, légèrement inférieur au taux départemental (51,11 %).
Les pyramides des âges de la commune et du département s'établissent comme suit.
| Hommes | Classe d’âge | Femmes |
| ------ | ------------ | ------ |
| 0,5    | 90 ou +      | 0,9    |
| 4,3    | 75-89 ans    | 5,8    |
| 12,3   | 60-74 ans    | 13,5   |
| 23,7   | 45-59 ans    | 18,9   |
| 16,7   | 30-44 ans    | 20,1   |
| 18,1   | 15-29 ans    | 19,5   |
| 24,5   | 0-14 ans     | 21,3   |

| Hommes | Classe d’âge | Femmes |
| ------ | ------------ | ------ |
| 0,5    | 90 ou +      | 1,4    |
| 5,5    | 75-89 ans    | 7,6    |
| 15,6   | 60-74 ans    | 16,3   |
| 20,8   | 45-59 ans    | 20     |
| 19,4   | 30-44 ans    | 19,4   |
| 17,6   | 15-29 ans    | 16,2   |
| 20,6   | 0-14 ans     | 19,1   |

### Enseignement
L'école de Wavignies accueille les enfants de la maternelle au cours moyen deuxième année. La cantine, les activités périscolaires et l'accueil de loisirs complètent le dispositif local.

## Culture locale et patrimoine

### Lieux et monuments
- Église Saint-Simon-et-Saint-Jude. Incendiée en 1615, il ne reste que le chœur d'origine, datant de 1551. Un christ en croix sur bois (XVIIe siècle)[27] et une statue du Christ (XVIe siècle)[28] sont classés monument historique.

### Galerie

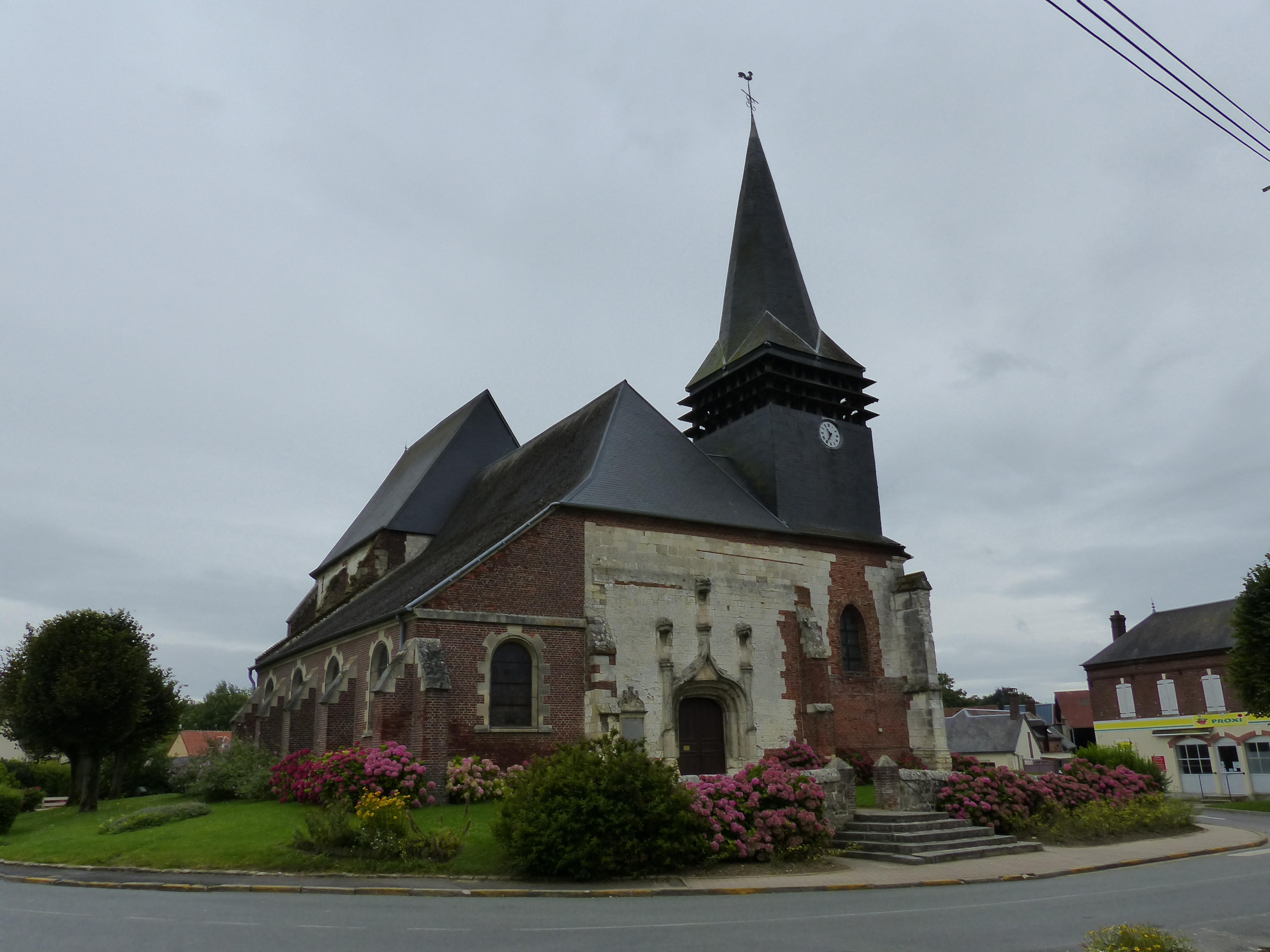
L'église Saint-Simon-et-Saint-Jude.
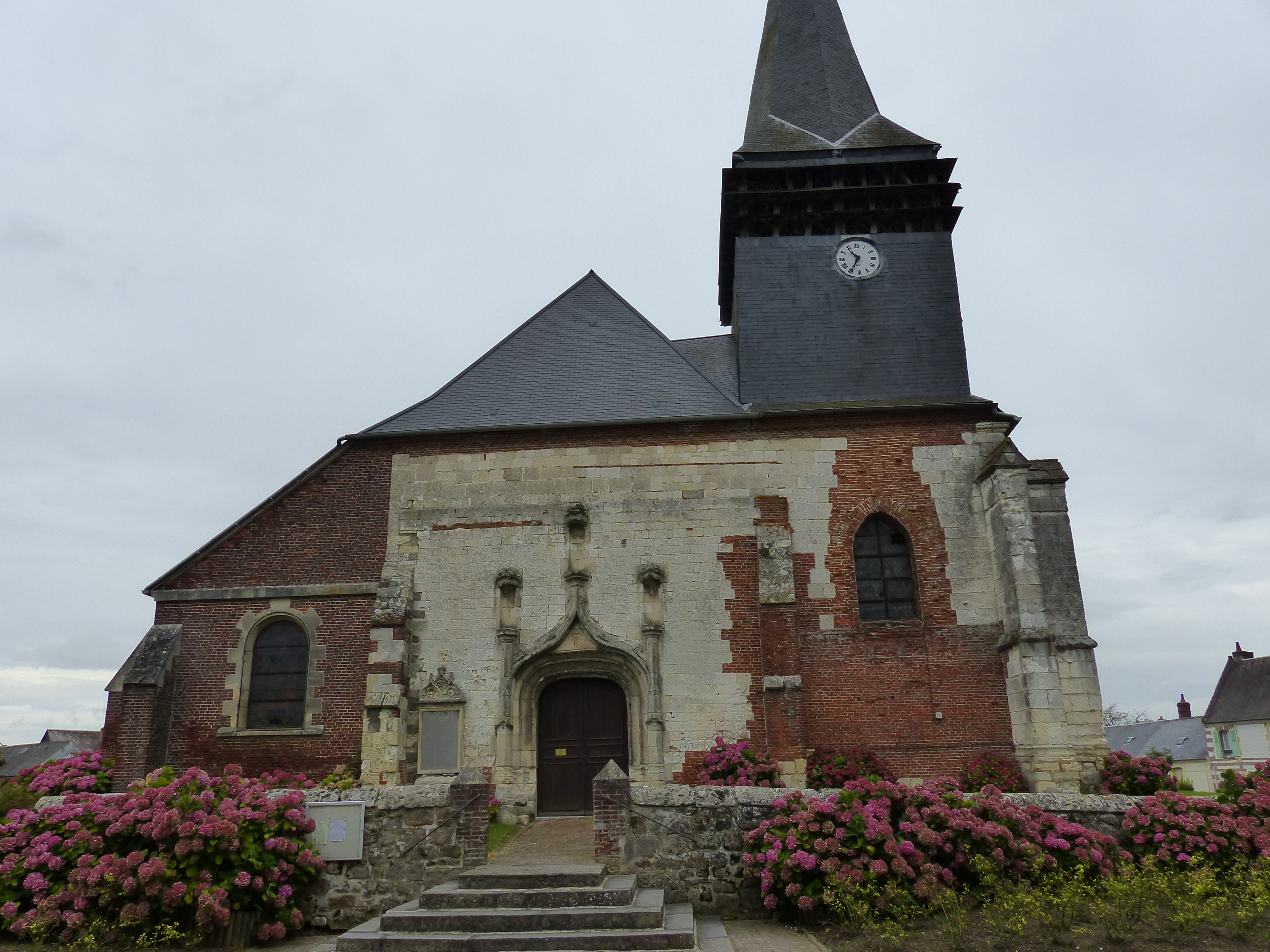
Façade de l'église Saint-Simon-et-Saint-Jude.
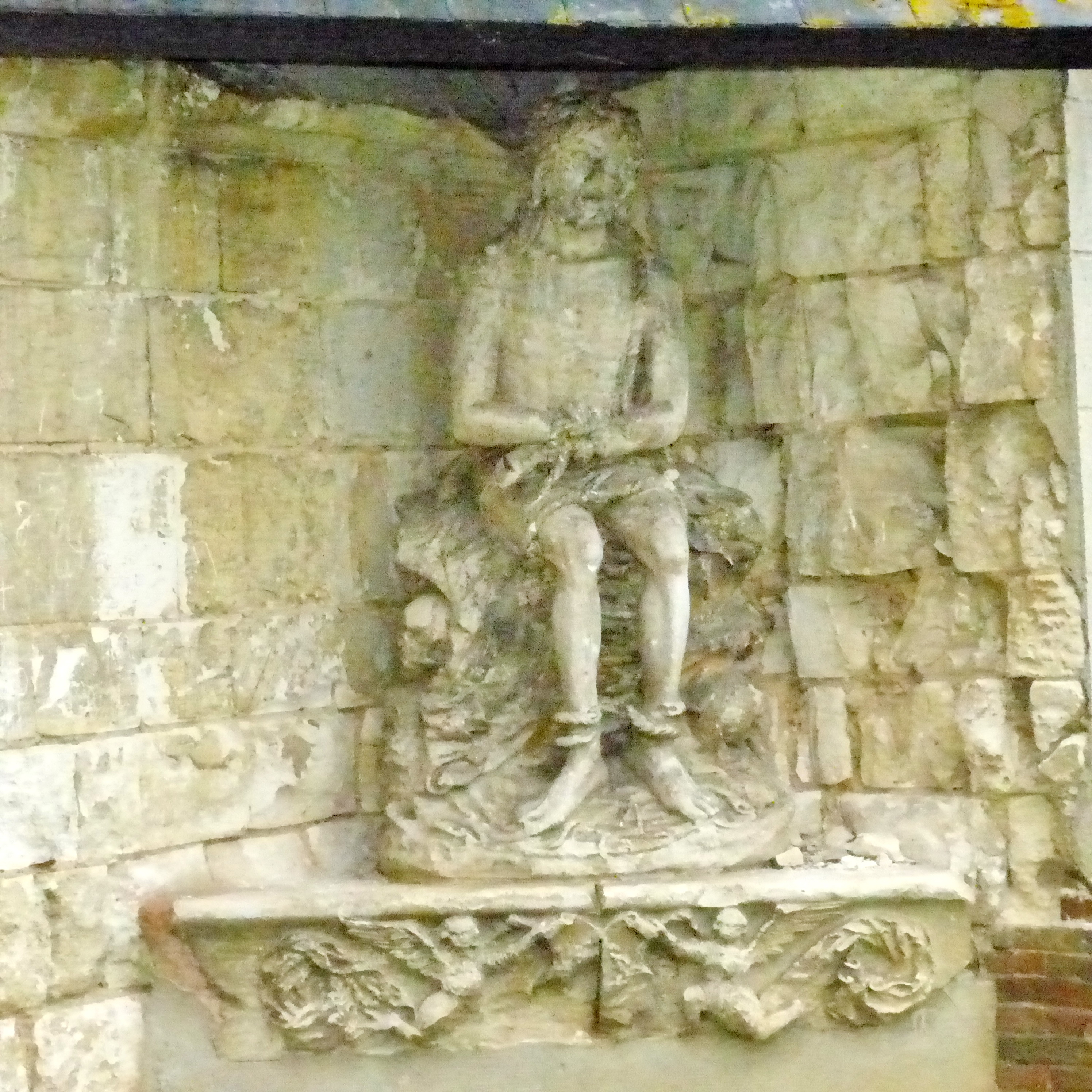
Le Christ aux liens, sur le côté de l'église.
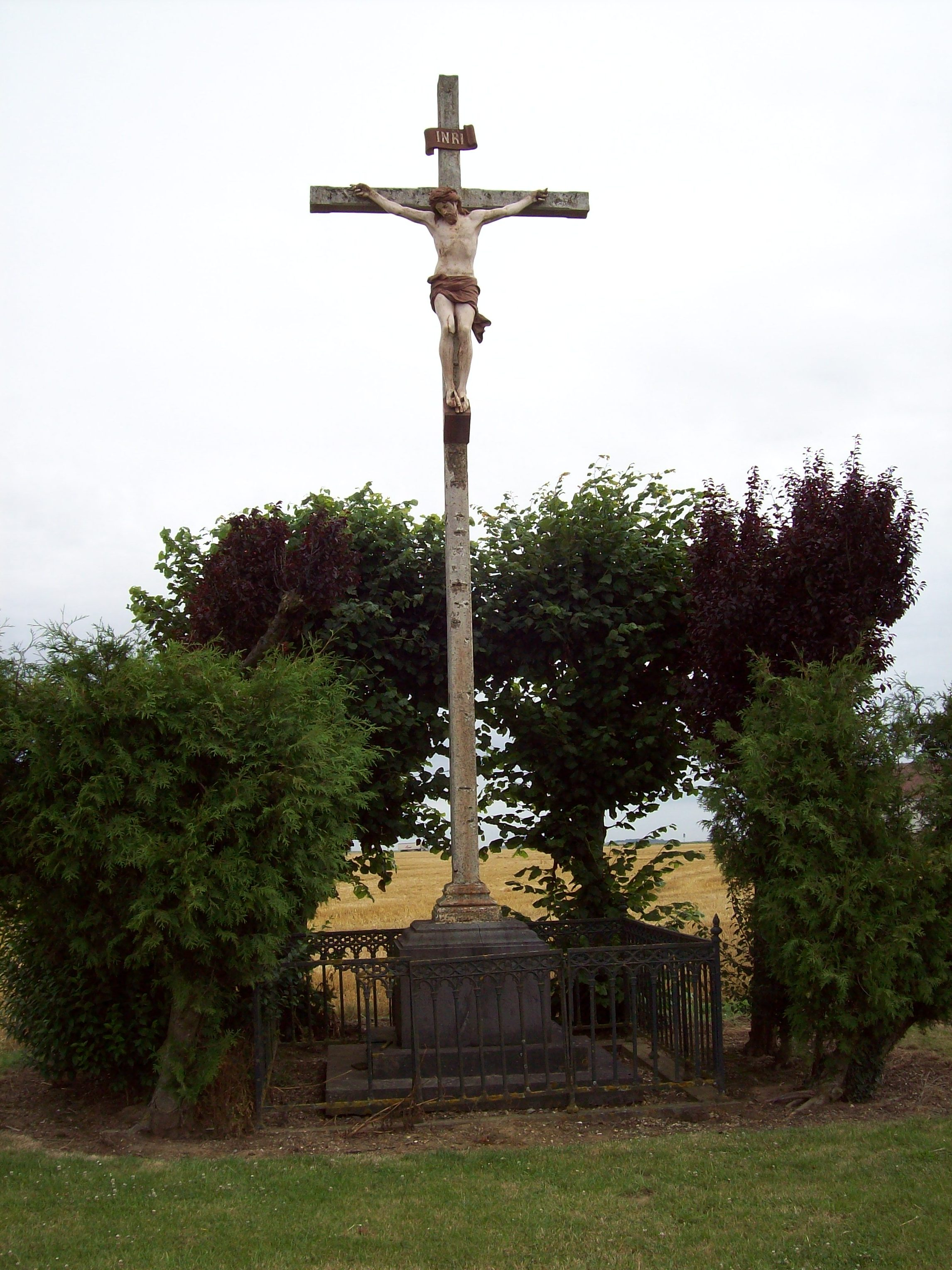
Calvaire à proximité du cimetière.
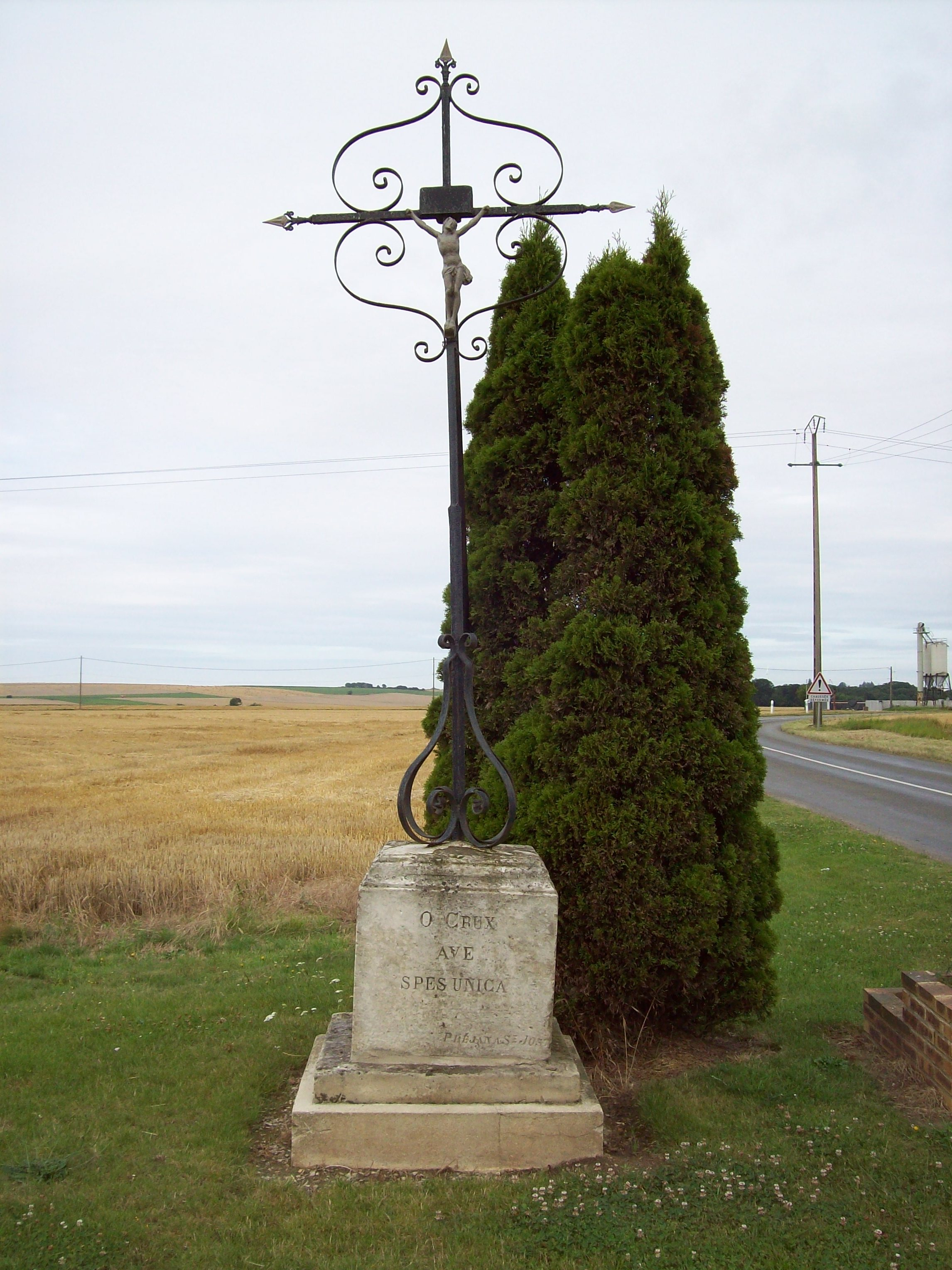
Autre calvaire à proximité du cimetière.
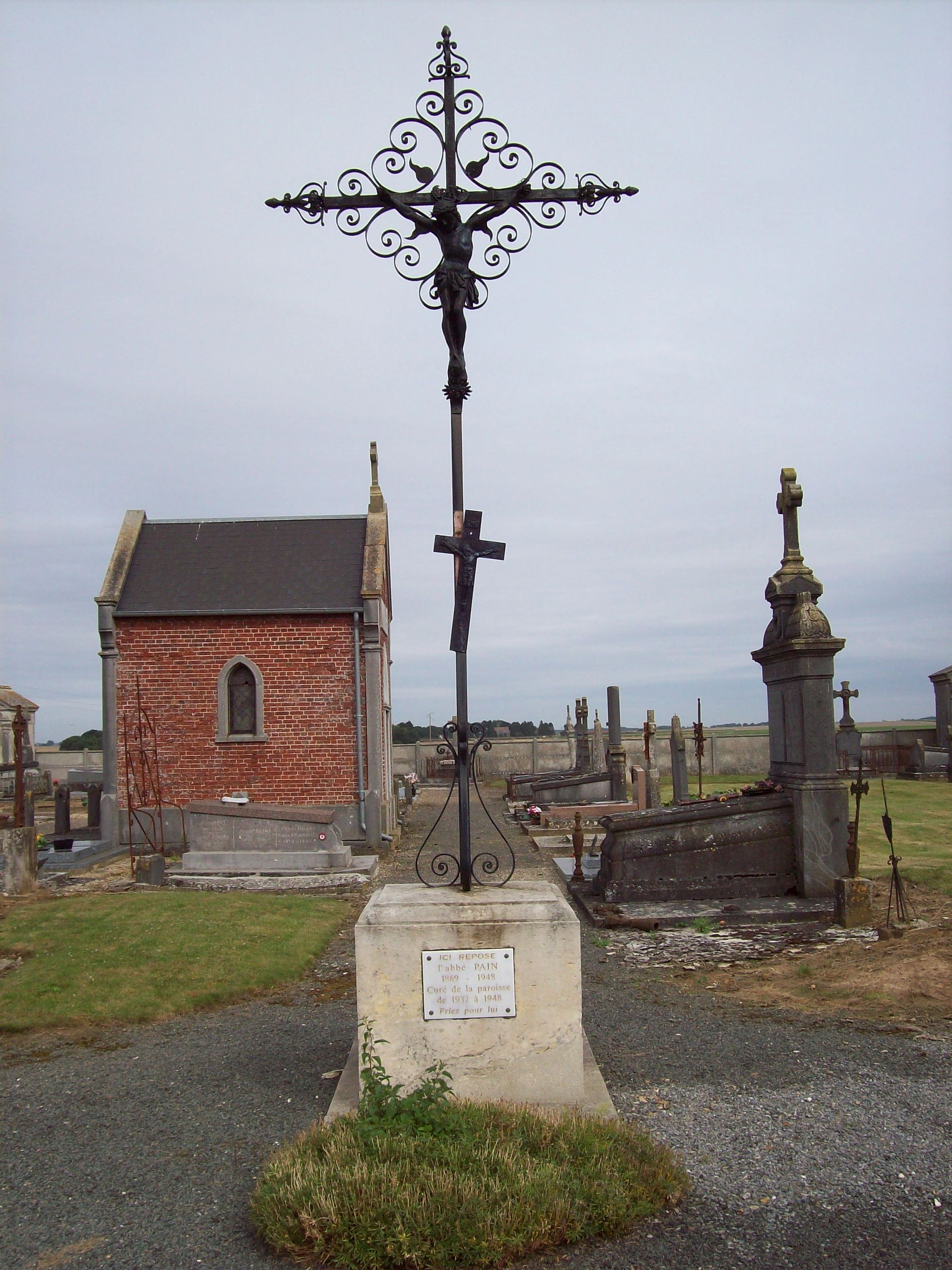
Cimetière avec une croix.
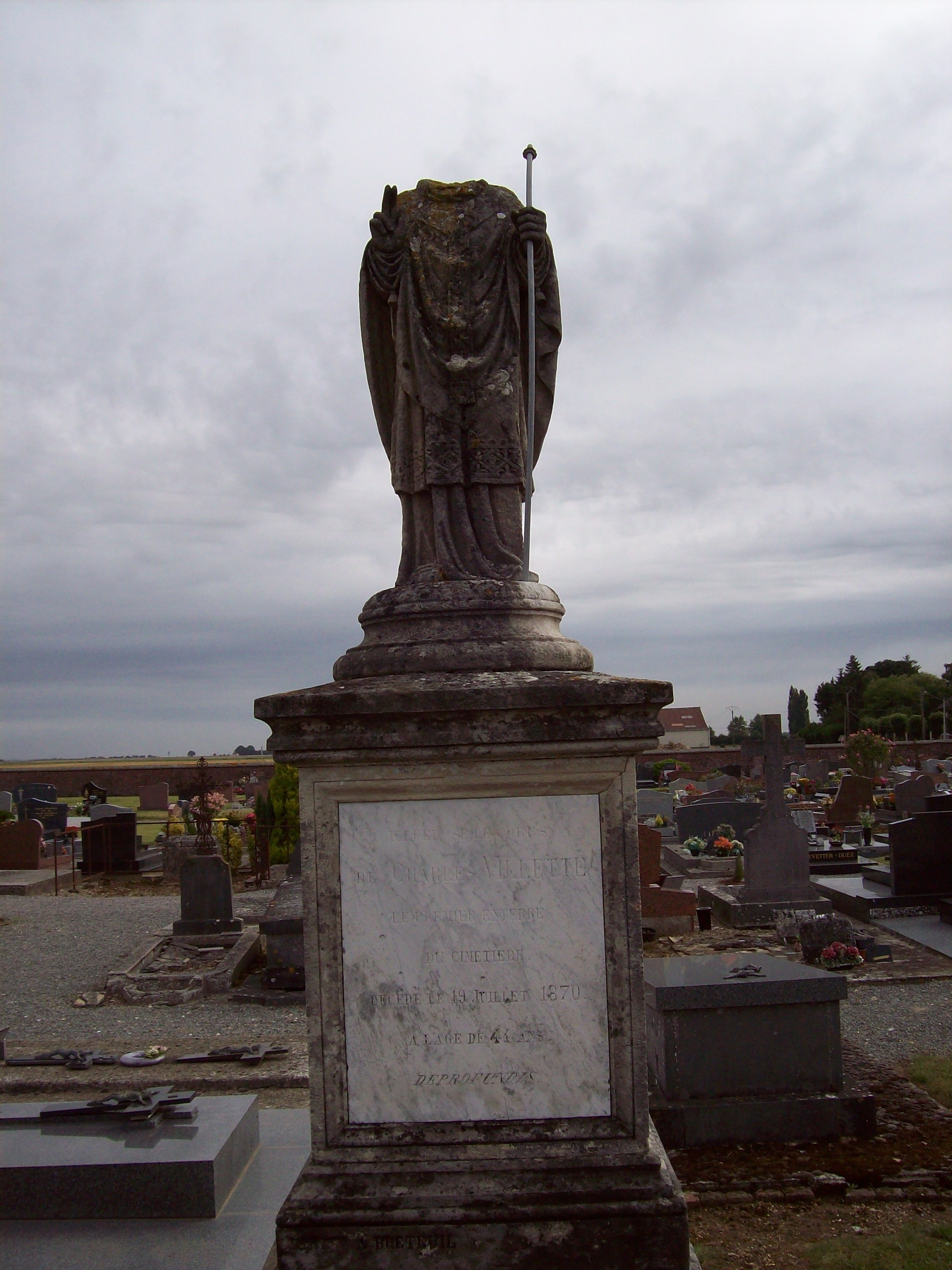
Cimetière.
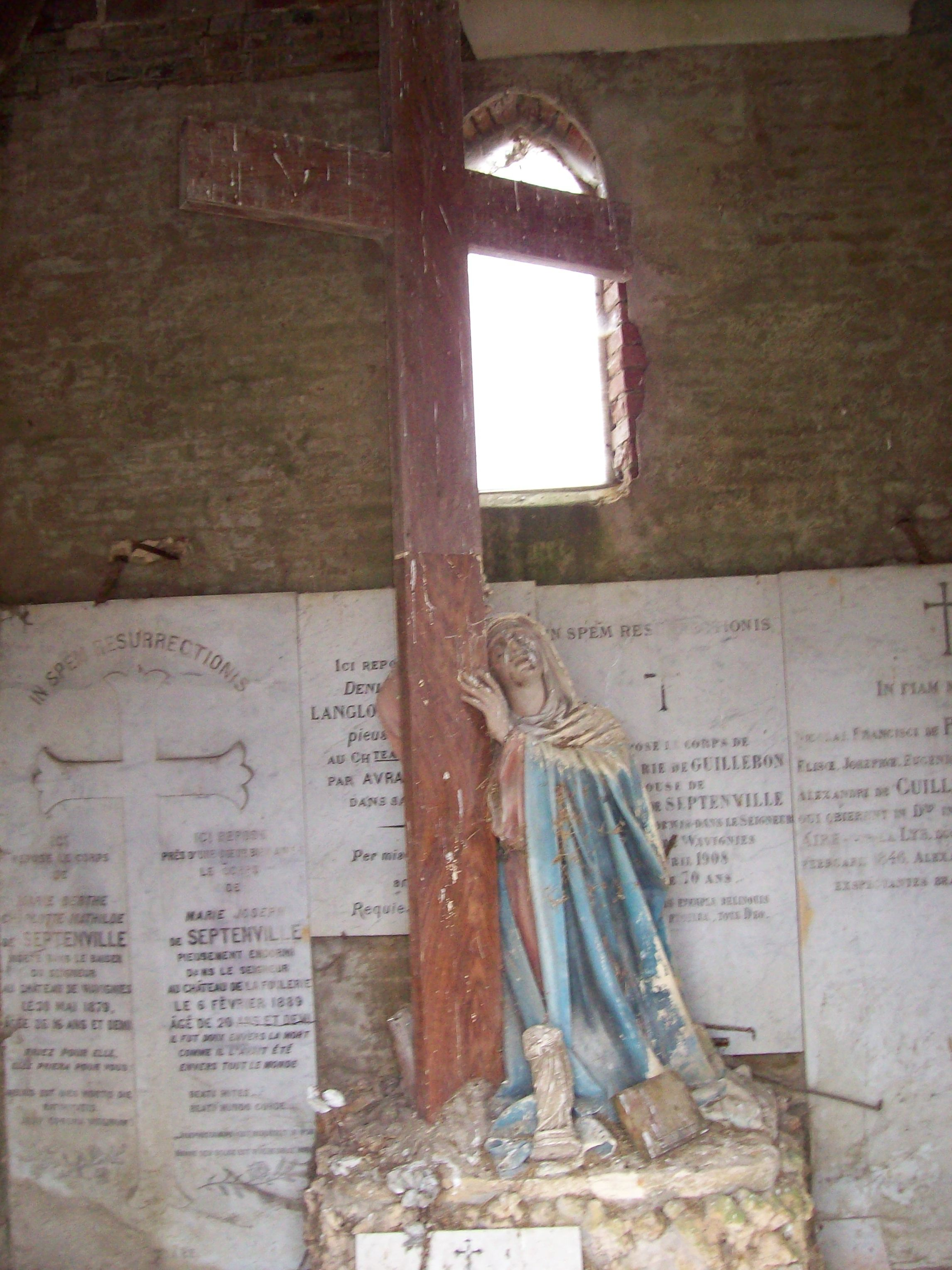
Chapelle dans le cimetière.
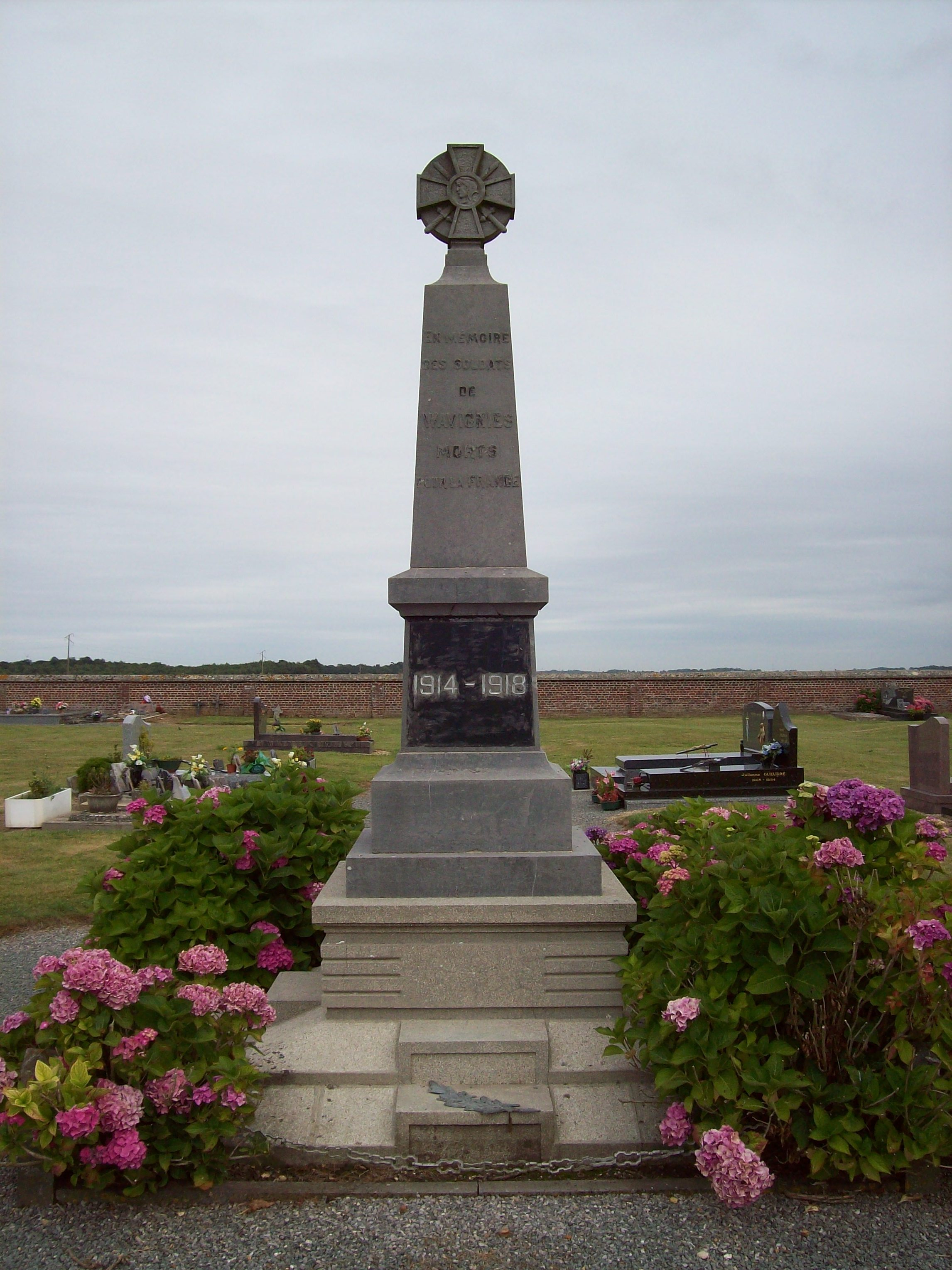
Monument aux morts dans le cimetière.
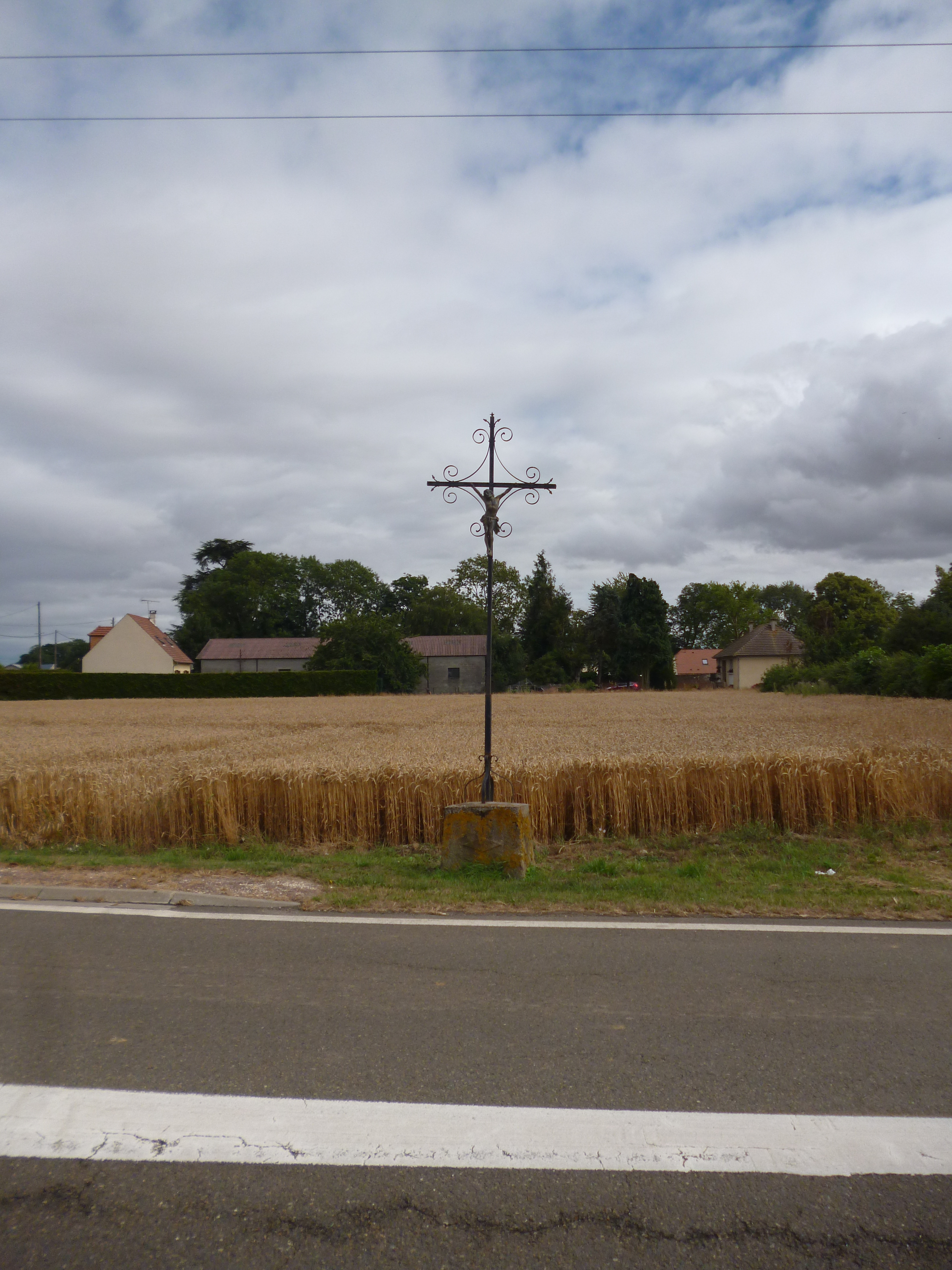
Calvaire sur la D 23, à proximité de l'intersection avec la D 916.
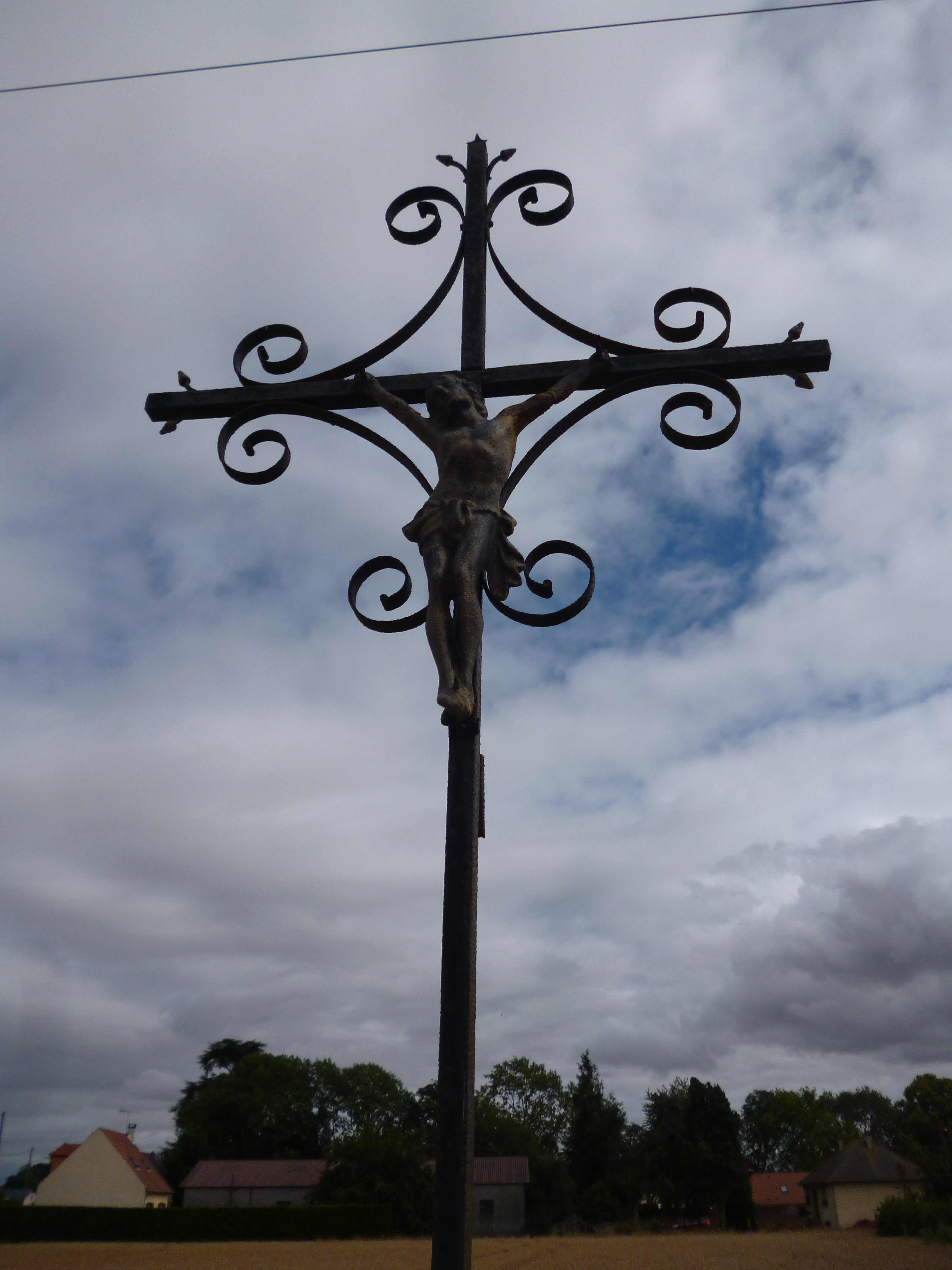
Détail du calvaire sur la D 23, à proximité de l'intersection avec la D 916.
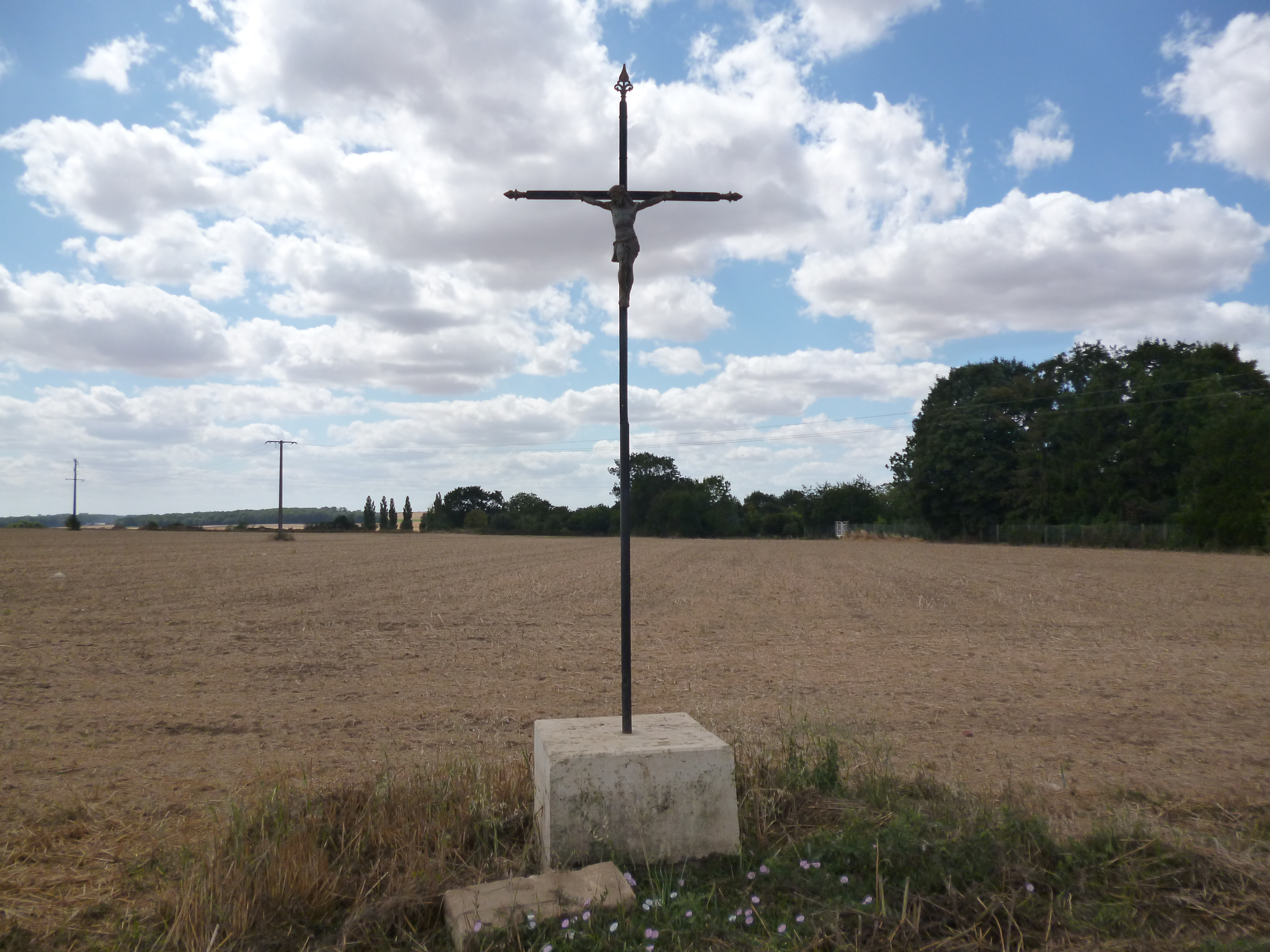
Calvaire situé sur le vieux chemin de poste.
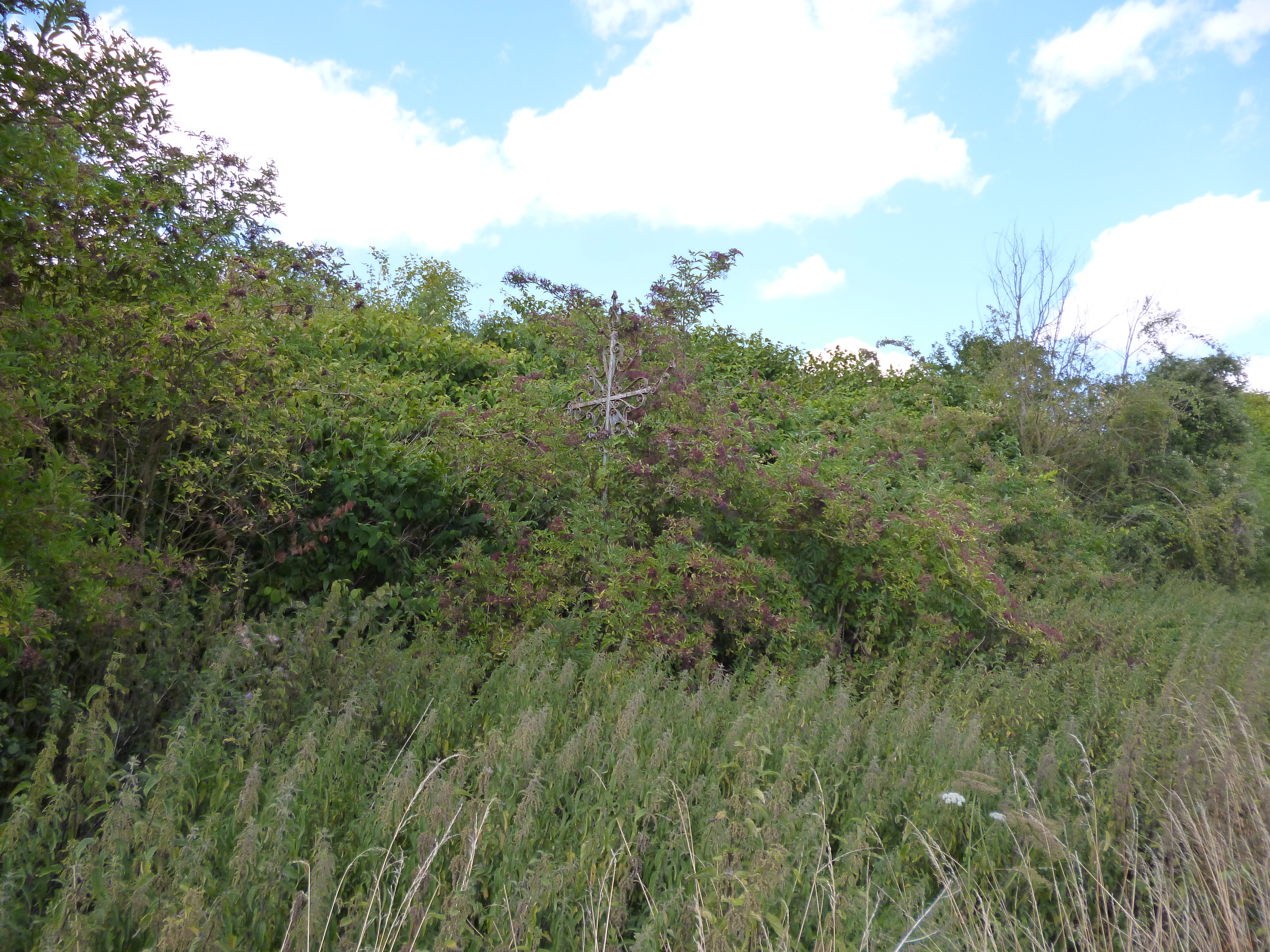
Calvaire Guilbaud.
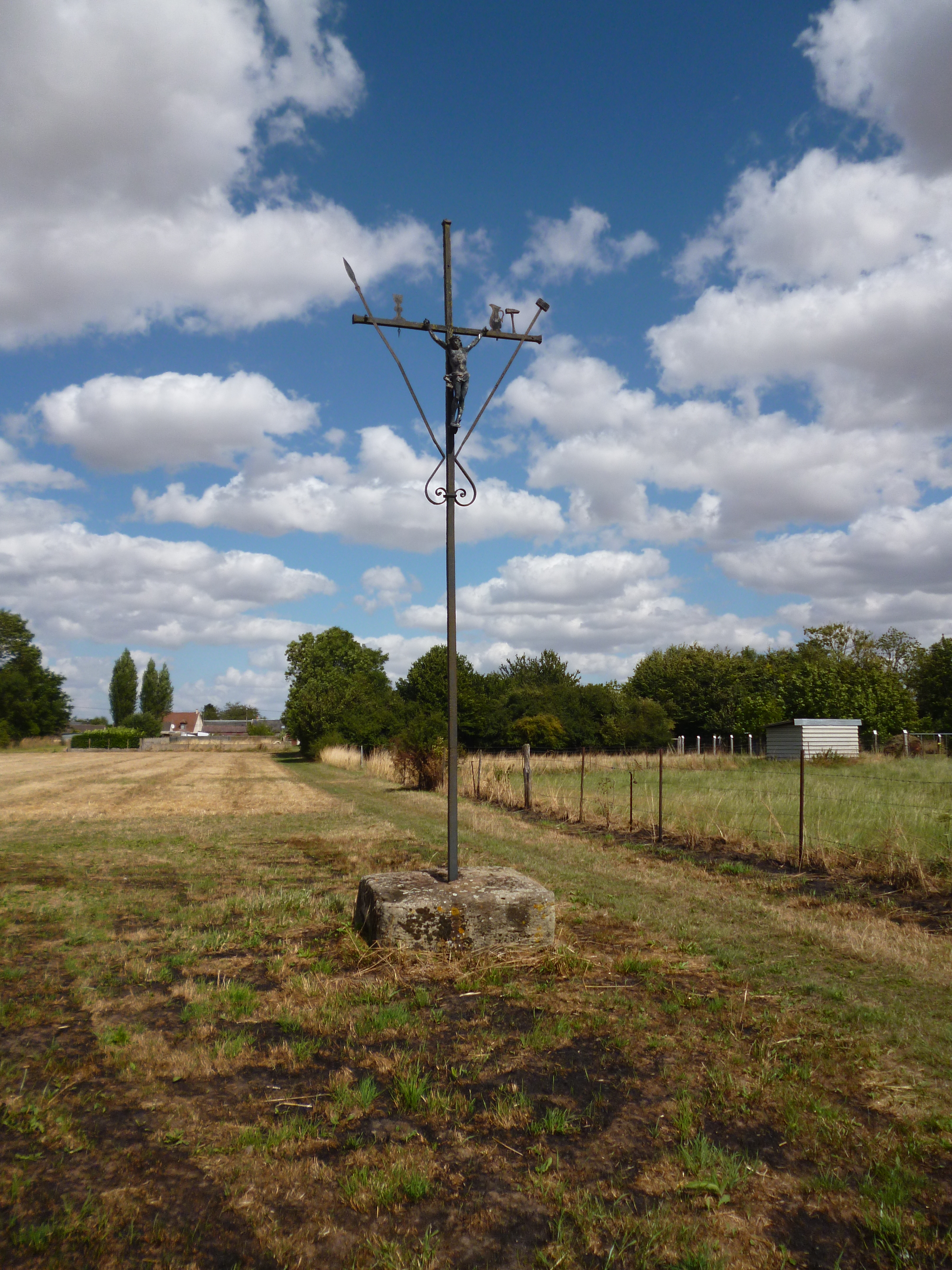
Autre calvaire.
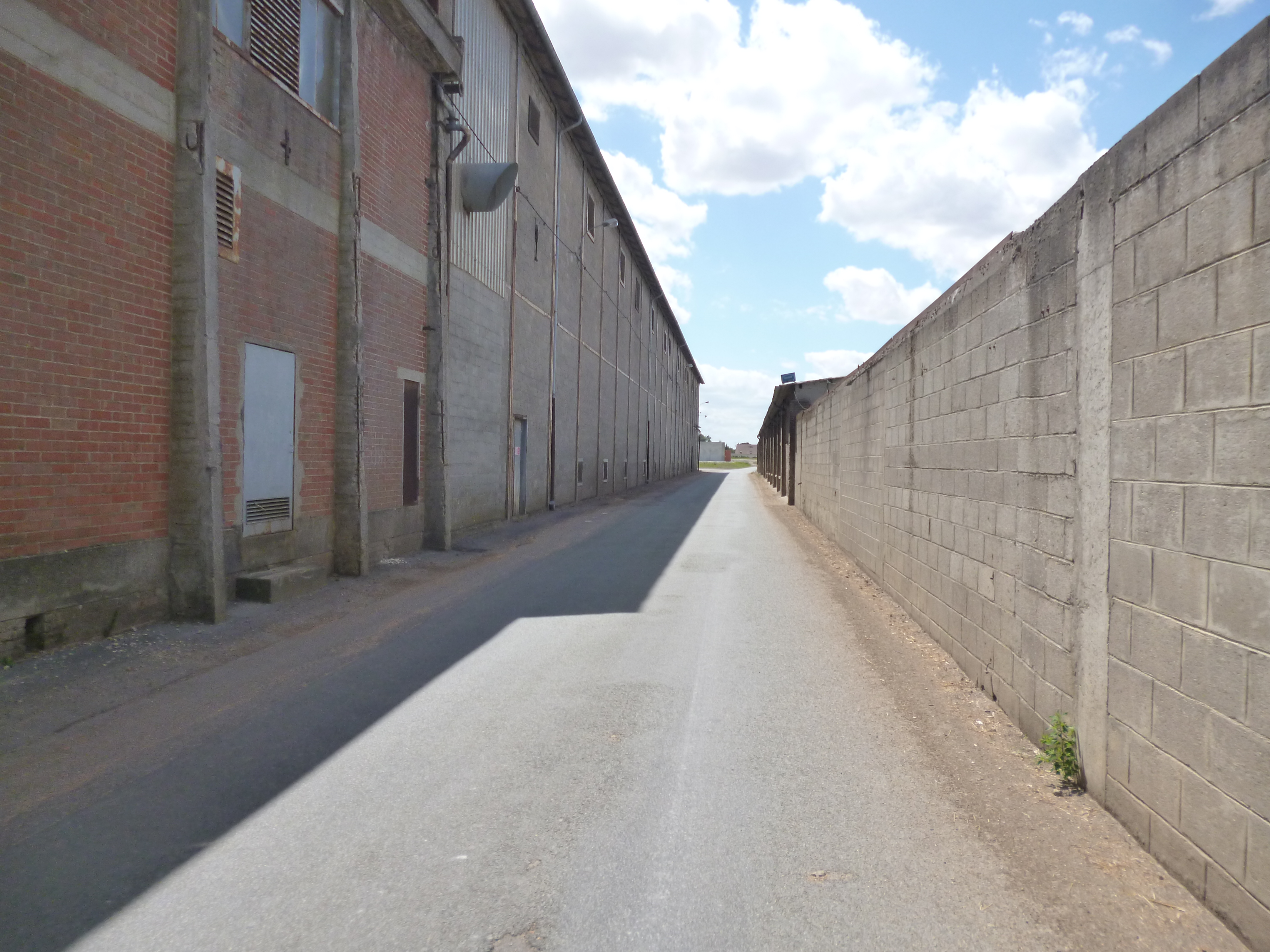
Rue de la Sucrerie.
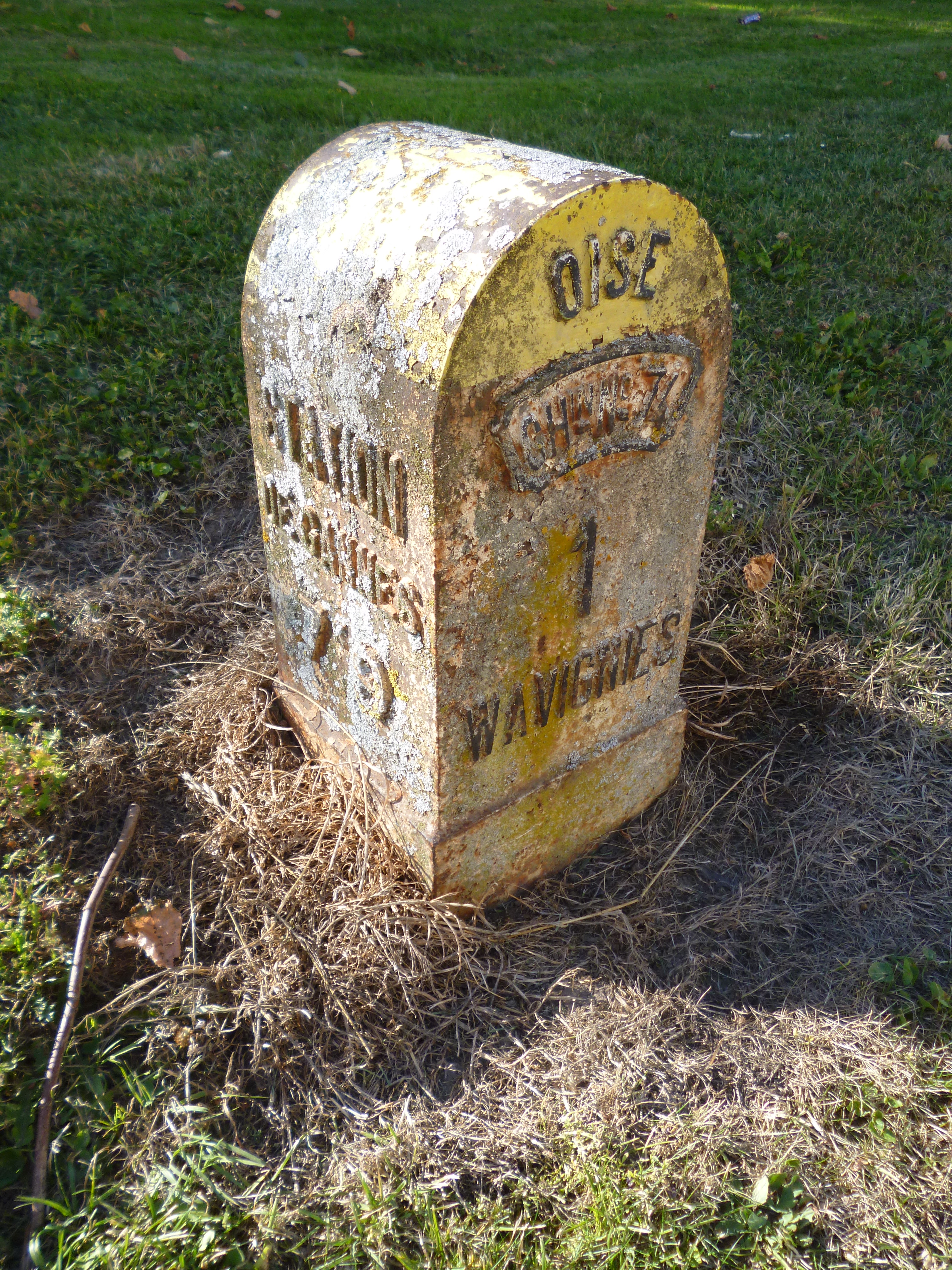
Ancienne borne.
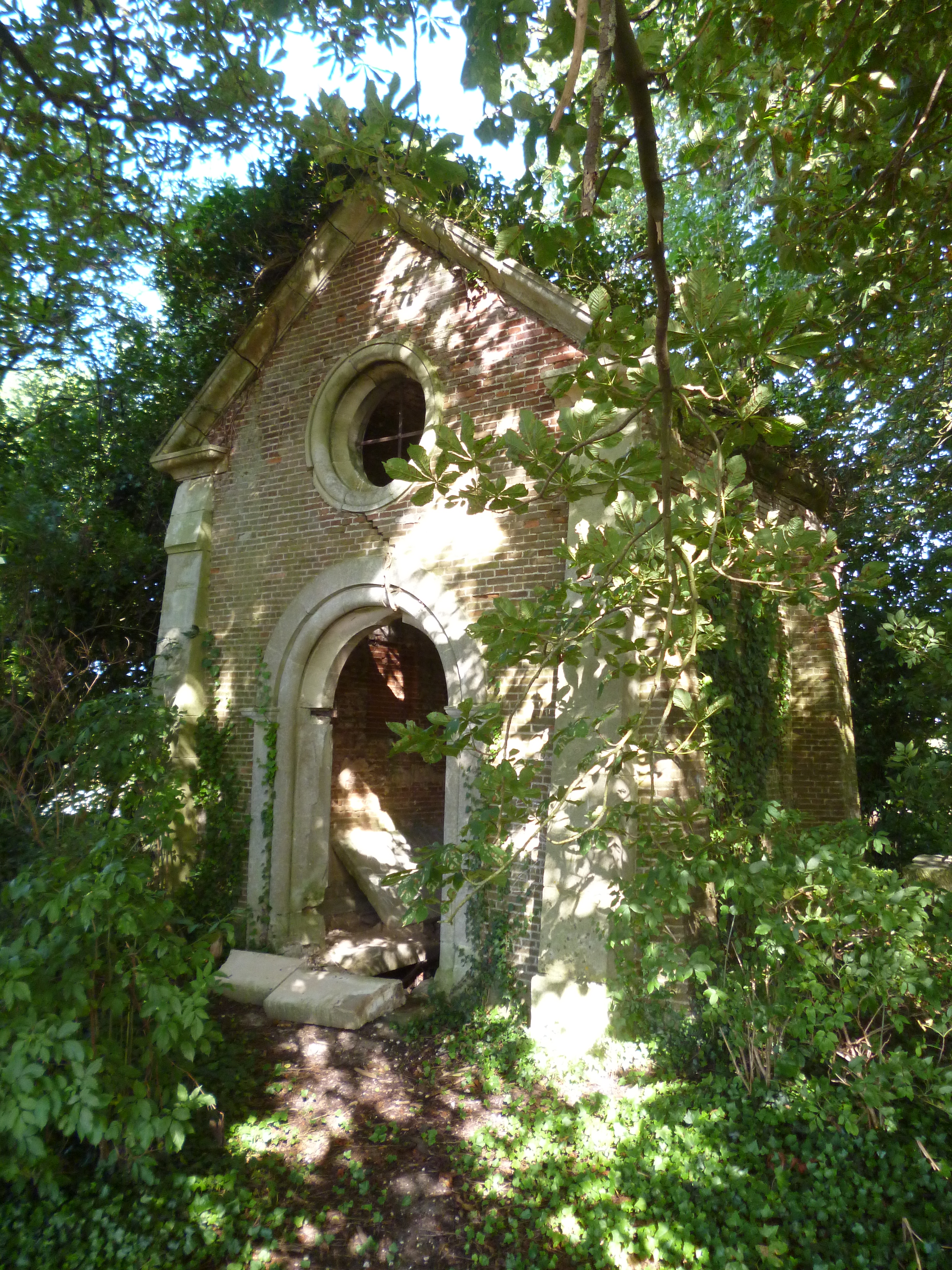
Chapelle funéraire, située à l'intersection de la D74 et de la D543.

### Héraldique
| Blason de Wavignies | Blason  | D'argent au filet de pêche de sable posé en fasce accompagnée de sept merlettes du même, quatre rangées en chef et trois en pointe, 2 et 1. |
| Blason de Wavignies | Détails | Le filet pourrait être la représentation graphique de l'émail de sable. Adopté par la municipalité.                                         |